# Dickendorf
Dickendorf là một đô thị thuộc huyện Altenkirchen, trong bang Rheinland-Pfalz, phía tây nước Đức. Đô thị Dickendorf có diện tích 1,45 km², dân số thời điểm ngày 31 tháng 12 năm 2006 là 360 người.